# 建错
建错（藏語：བྱན་མཚོ།，威利转写：byan mtsho，THL：Jen Tso）也作酱错，吉木错，位于中国西藏自治区山南市曲松县邱多江乡境内，地处曲松县南部，湖面海拔4480米，湖长3.2公里，最大宽1.5公里，平均宽1公里，面积3.3平方公里。